# Gare de Villiers-en-Lieu
Gare de Villiers-en-Lieu vasútállomás Franciaországban, Villiers-en-Lieu településen.

## Vasútvonalak
Az állomást az alábbi vasútvonalak érintik:
- Blesme-Haussignémont-Chaumont-vasútvonal

## Kapcsolódó állomások
A vasútállomáshoz az alábbi állomások vannak a legközelebb: